# Latarnia morska Rukkirahu
Latarnia morska Rukkirahu (est. Rukkirahu tuletorn) – latarnia morska zbudowana na wyspie Rukkirahu. Na liście świateł nawigacyjnych Estonii – rejestrze Urzędu Transportu Morskiego (Veeteede Amet) w Tallinnie – ma numer 482.
Obecnie istniejąca wieża latarni, została zbudowana w 1940 roku. Ma wysokość 16 m i konstrukcję żelbetonową.
Światło znajduje się 18 metra nad poziomem wody i ma zasięg 6 Mm .  Świeci białym i czerwonym światem o charakterystyce 0,3 + 0,9 + 0,3 + 4,5 = 6 s .